# Mamadou Diabate
Mamadou Diabate (Torosso, 1973. december 31 –) Burkina Fasó-i zenész és zeneszerző. Fő hangszere a balafon (nyugat-afrikai xilofon).

## Élete
Egy hagyományos Szambla zenészcsaládban, a nyugat-afrikai Burkina Fasóban született. Öt éves korában  apja Penegue Diabate kezdte képzését, aki akkoriban a legjobb balafonistának számított a Szambla kultúra határain túl is. Nyolc éves korától a szomszédos népek híres balafonistáinál – pl. Daouda Diabate (*1957 , † 2018) – tanult tovább.
1988-ban apja együttesében, 1998-ban saját együttesével a Landayával nyerte a Burkina Fasói Nemzeti Kultúrhetek ("Semaine nationale de la culture", röviden  SNC) első díját. 2000 óta Bécsben (Ausztria) él.
Első európai kritikái Magyarországon jelentek meg. 2001-ben jelentette meg első albumát a  Sababu Man Dogo-t, amelynek minden hangszerét ő játssza. 2002-ben kiadta a Keneya szólóalbumát. Ez a CD egyidejűleg világszerte a Szambla zene első kiadása. (Ezt a zenét a bluesos hangközökön és a nyújtott ritmusokon (shuffle) túlmenően egy komplex nyelvi helyettesítési rendszer jellemzi, amelyben a beszélt nyelv a világszerte jobban ismert és elterjedt dobnyelvekhez hasonlóan alakul át zenévé.)
Ő a díjnyertes Percussion Mania együttes alapítója és vezetője, amely 2006 óta koncertezik. Úgyszintén  ő a Szababu nonprofit alapítvány alapítója és elnöke, amely Bobo Dioulassoban (Burkina Faso) egy általános iskolát épített és 2010 óta  működtet.
Diabaté koncertfellépésein túlmenően workshopokat és előadásokat tart a Szambla balafon hagyományokról valamint a Szambla balafon nyelvről.  Pl. 2018-ban a kanadai Victoria Egyetemen, az Egyesült Államokbeli Dartmouth Collegban, valamint a Princetoni, a Delawarei és a Brandeis egyetemeken. 2016-tól részt vesz Laura McPherson nyelvtudományi projektjében a Darthmouth College-ban (USA).

## Díjak és kitüntetések
- Burkina Faso Nemzeti Rendjének lovagja (2016)[12]
- A "Grand Prix" díjnyertese együttesével a Percussion Maniával és a"Prix de la Virtuosité" nyertese balafon játékával a "Festival Triangle du Balafon"-on Maliban (2012).[13]
- Az "Austrian World Music Award" díjnyertese együttesével a Percussion Maniával (2011).[14]
- Első díj nyertese a "Semaine nationale de la culture" (SNC)  Burkina Fasoban együttesével a Landayával (1998)
- Első díj nyertese a "Semaine nationale de la culture" (SNC)  Burkina Fasoban apja együttesében (1988)

## Lemezei
| Album                                     | Év         |
| ----------------------------------------- | ---------- |
| Sababu Man Dogo                           | 2001       |
| Keneya                                    | 2002, 2019 |
| Sira Fila                                 | 2003       |
| Folikelaw                                 | 2005       |
| Kamalenya                                 | 2008       |
| Sambla Fadenya: The Art of Sadama Diabate | 2009       |
| Tusia Fadenya: The Art of Daouda Diabate  | 2009       |
| Yala                                      | 2010       |
| Fenba                                     | 2010, 2019 |
| Kanuya                                    | 2011       |
| Mutua                                     | 2012       |
| Masaba Kan                                | 2014       |
| Barokan                                   | 2015       |
| Douba Foli: Noir et Blanc                 | 2016       |
| Nakan                                     | 2019       |
| Seengwa                                   | 2021       |

## Idézet
"Az első hét valamint a tizedik tétel a nyugat-afrikai Landaya együttes legkedveltebb számait, a 8-9 és a 11. tétel a Burkina Faso határain kivül ismeretlen szambla nép zenéjét képviseli. Aki nem tudja, hogy népzenét hallgat, bluesra vagy New Orleans-i jazzre tippelne, a rokonság olyannyira feltünő. Ez a blues- ill. jazz-jellegeket oly intenzíven tartalmazó zene szervesen összefügg a szambla nép mindennapi tevékenységével, egyes darabok pedig annyira régiek, hogy egy esetleges amerikai visszahatás teljesen kizárható. A másik rendkívüli érdekessége a szambla tételeknek, hogy ... a balafonnak páratlan szépségü szólója valójában egyáltalán nem zene, hanem maga az élő szambla nyelv, hangszeren megszólaltatva...
A lemez tartalmaz jónéhány olyan tételt is, amelyekről valóban csak annyit lehet mondani: senkit sem hagynak hidegen. Ilyen például a Bete címu darab, amelyen három djembe és egy dundun (basszus kíséretet adó dobpár) párbajozik egy elsőre megfejthetetlenül bonyolultnak hangzó ritmuskompozíció kulisszája előtt. Az ilyen jellegü, vérbő és virtuóz ütõhangszeres darabok egy koncerten sem maradhatnak ki Mamadouék programjából, az eredmény pedig rendszerint extázisban tomboló közönség."
Magyar Kornél a Sababu man dogo CD-ről a Gramofon 2001 szeptemberi számában.

## Külső hivatkozások
- Mamadou Diabate honlapja
- a Szababu alapítvány honlapja